# Geußnitz
Geußnitz is een plaats en voormalige gemeente in de Duitse deelstaat Saksen-Anhalt, en maakt deel uit van de Landkreis Burgenlandkreis.
Geußnitz telt 680 inwoners.

## Galerij

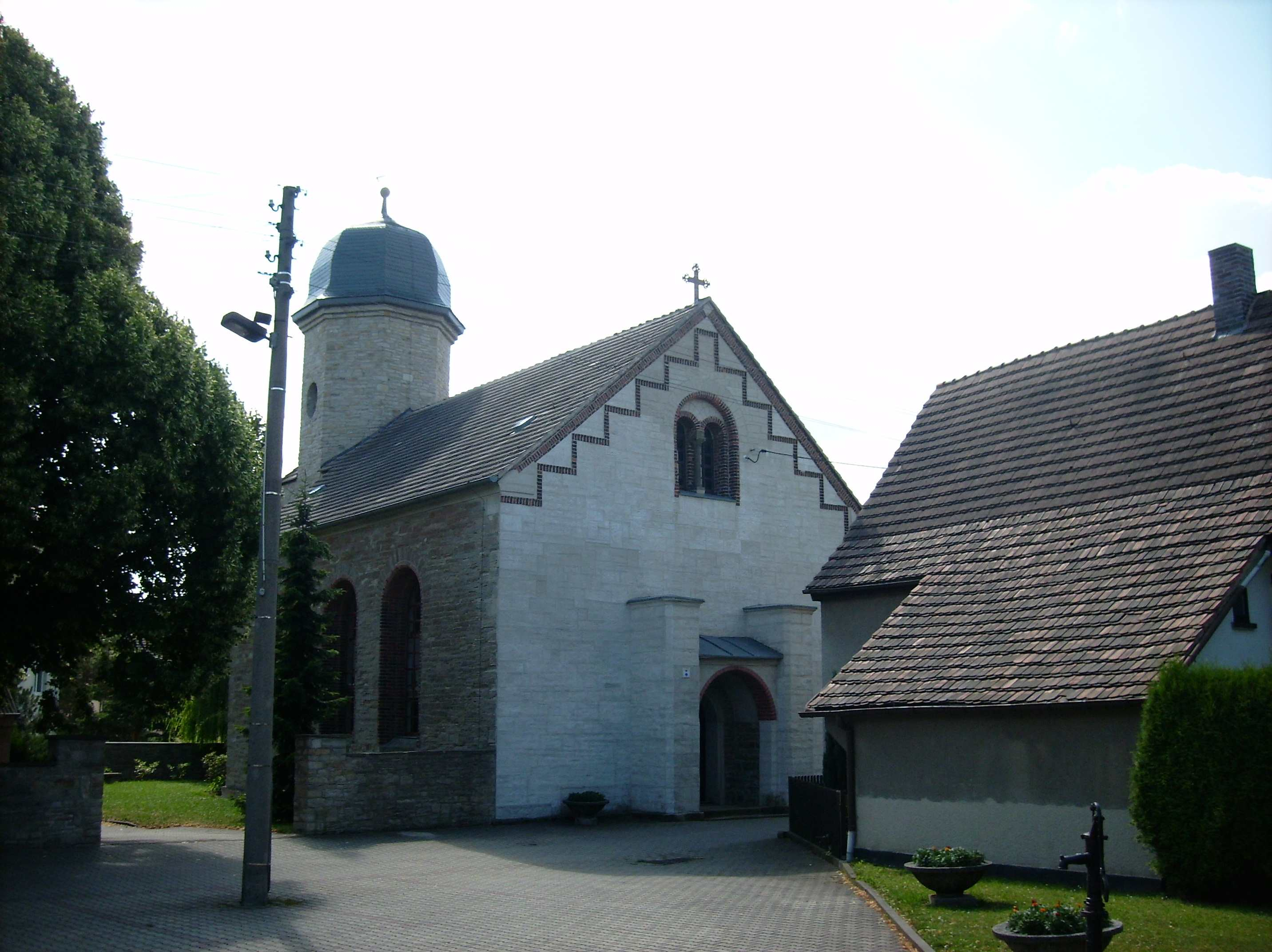
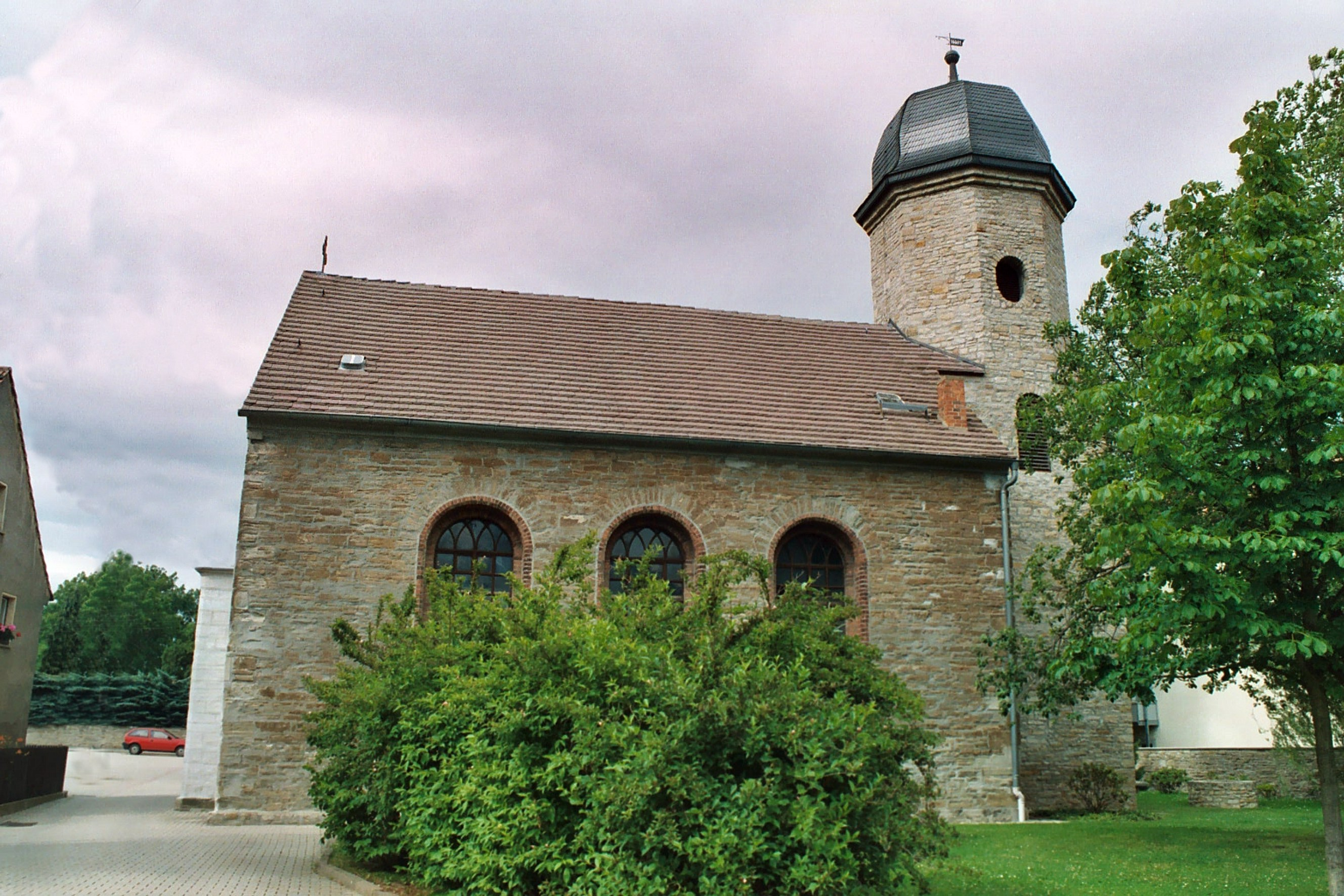
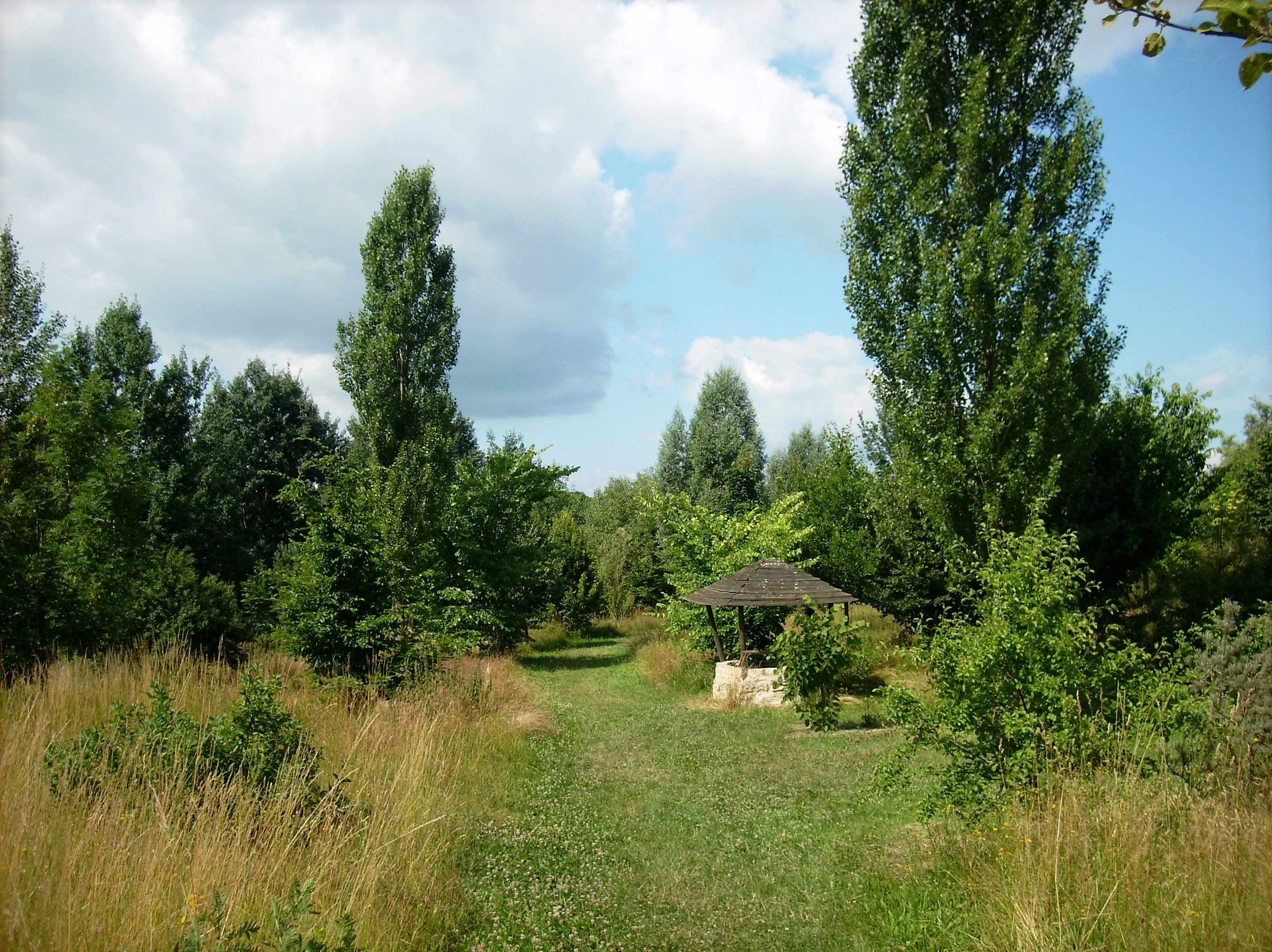
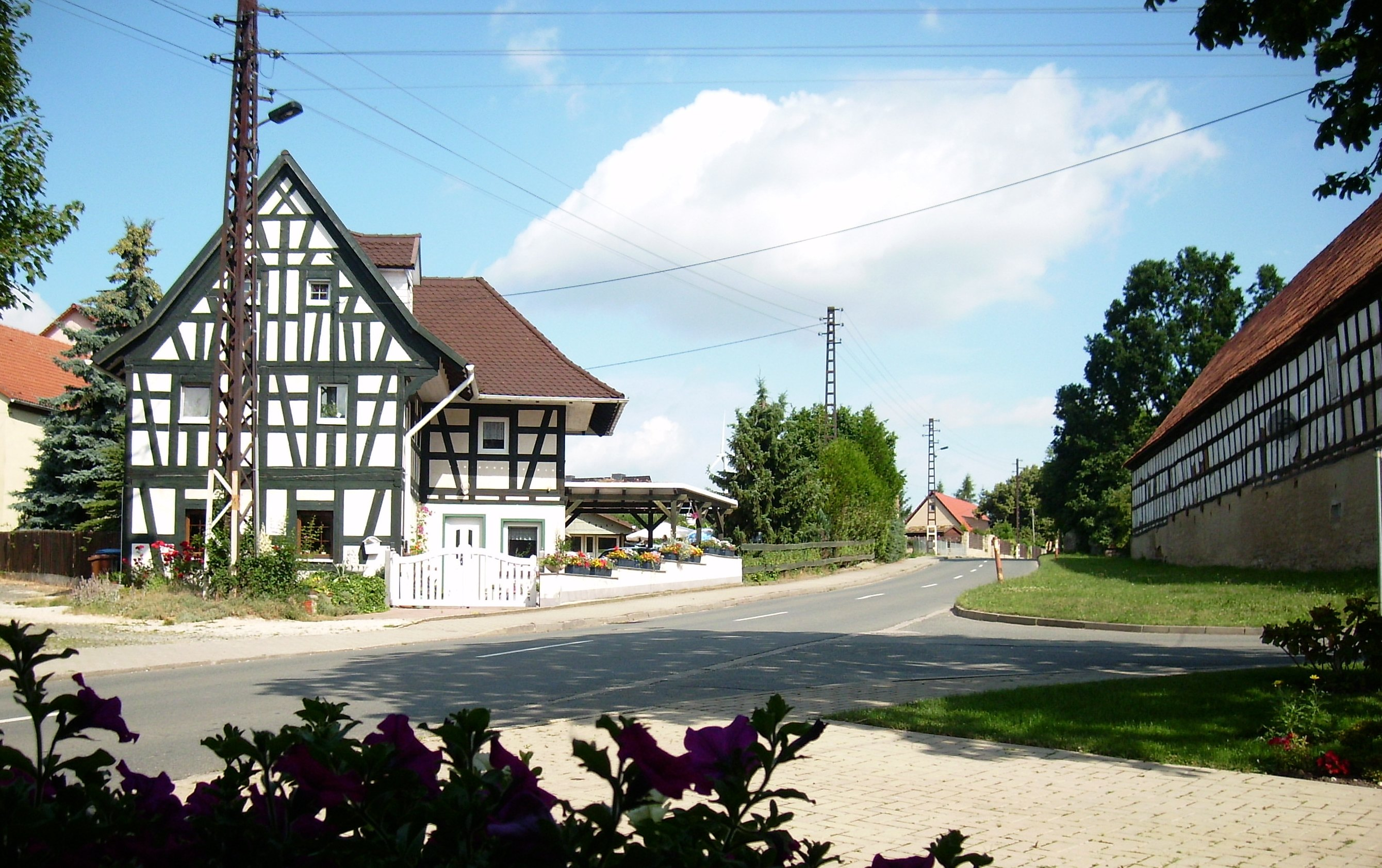